# Magyar rapszódia
A Magyar rapszódia egy 1979-ben készült színes magyar filmdráma Jancsó Miklós rendezésében. A filmet az 1979-es cannes-i filmfesztiválon mutatták be. A film a Vitam et sanguinem – Életünket és vérünket címmel tervezett trilógia első része. A tervezett harmadik rész (Concerto munkacímmel) végül nem készült el.

## Cselekmény
|  | Alább a cselekmény részletei következnek! |

A Zsadányi család a két ifjú testvér, István (Cserhalmi György) és Gábor (Balázsovits Lajos) tisztté avatása alkalmából ünnepséget tart. Az id. Zsadányi (Sarlai Imre) él az alkalommal, és politikai nézeteit népszerűsíti az ünneplők körében. István és Gábor a választási harc hevében meggyilkolják édesapjukat megszégyenítő baloldali parasztvezért, Baksa Andrást (Madaras József). Az eset szemtanúja Szeles-Tóth (Koncz Gábor), aki az első világháború kitörése után István parancsnoksága alá kerül. István a fehérterror idején országgyűlési képviselő és fajvédő különítményes tiszt lesz. Egy elvesztett csatát követően látomások törnek rá, és leghűségesebb embereit mészároltatja le. István fokozatosan a nép felé fordul, amit a szabadság és a föld iránti fanatikus szeretete hajt. Héderváry (Bujtor István), az ország miniszterelnöke nem ért egyet a nézeteivel, Szeles-Tóth pedig a Baksa András elleni gyilkossággal zsarolja, majd testvérét Gábort öngyilkosságba hajszolja. István elindul, hogy szembenézzen a megölt Baksa fiával, majd vállalja a fiú apjának szánt szerepet.
|  | Itt a vége a cselekmény részletezésének! |

## Szereplők
- Cserhalmi György – Zsadányi István
- Balázsovits Lajos – Zsadányi Gábor
- Koncz Gábor – Szeles-Tóth
- Udo Kier – Poór
- Bujtor István – Héderváry
- Madaras József – Baksa András
- Sáfár Anikó – Hanna
- Czinkóczi Zsuzsa – Eszter
- Kovács István – Komáry István gróf
- Sarlai Imre – Id. Zsadányi
- Takács Anna
- Đoko Rosić
- Tánczos Tibor
- Rada Rassimov
- Horváth László